# Joely Fisher
Joely Fisher (Burbank, 29 de octubre de 1967) es una actriz y cantante estadounidense, reconocida por interpretar el papel de Paige Clark en la serie de televisión Ellen y de Joy Stark en 'Til Death. También es reconocida por su labor como cantante de Broadway en la década de 1990.

## Filmografía

### Cine
| Año  | Película                   | Papel           | Notas        |
| ---- | -------------------------- | --------------- | ------------ |
| 1987 | Pretty Smart               | Averil          |              |
| 1994 | I'll Do Anything           |                 |              |
| 1994 | La máscara                 | Maggie          |              |
| 1994 | Mixed Nuts                 | Susan           |              |
| 1997 | Family Plan                | Lauren Osborne  |              |
| 1999 | El inspector Gadget        | Brenda Bradford |              |
| 2000 | Nostradamus                | Lucy Hudson     |              |
| 2005 | Slingshot                  | Emma            |              |
| 2007 | Cougar Club                | Lullu           |              |
| 2007 | Murdering Mama's Boy       | Claire          | Cortometraje |
| 2009 | You                        | Kimberly        |              |
| 2014 | Killing Winston Jones      | Devon           |              |
| 2017 | The Tribes of Palos Verdes | Janet           |              |